# Frans Hoekstra
Frans Hoekstra (Franeker, 23 november 1926 – aldaar, 2 augustus 1983) was een Nederlands predikant en later politicus van de PvdA.
Zijn vader was directeur van het postkantoor van Franeker. Na het doorlopen van het Stedelijk Gymnasium Leeuwarden studeerde hij eerst een jaar aan de Rijksuniversiteit Groningen en daarna nog vijf jaar aan de Amsterdamse Gemeente Universiteit. Na in de theologie te zijn afgestudeerd werd hij hervormd predikant. In 1953 werd hij luchtmachtpredikant op de Vliegbasis Leeuwarden en vanaf mei 1955 was hij vijf jaar predikant in Ried, Boer en Dongjum. Daarnaast was Hoekstra van 1957 tot 1960 scriba van de Provinciale Kerkvergadering. In april 1960 werd Hoekstra in Rotterdam directeur van de diaconale instelling Kerkelijke Sociale Arbeid. In 1966 vertrok hij naar Apeldoorn, waar hij directeur werd van het Opbouworgaan Apeldoorn en als PvdA'er in de gemeenteraad kwam. Op 1 november 1972 werd Hoekstra burgemeester van Hoevelaken en precies acht jaar later volgde zijn benoeming tot burgemeester van Lochem. In oktober 1982 ging hij met ziekteverlof, waarna hij niet meer terug zou keren. Kort nadat hij naar Franeker was verhuisd overleed hij daar in augustus 1983 op 56-jarige leeftijd.